# 川尻岬
川尻岬（かわしりみさき）は、山口県長門市油谷向津具下の向津具半島西北端にある岬。本州の最北西端にあたり、響灘の東の境界とされる（島嶼を含めると下関市豊北町の角島が北西端となる）。

## 概要
駐車場周辺にキャンプ場が整備されているもののそれ以外には何もない。徒歩数分で展望台、突端部はそこから徒歩でさらに30分程度歩いた場所になる。突端部と展望台の間に灯台（長門川尻岬灯台）がある。1849年（嘉永2年）には藩命で海防体制の巡視に来た吉田松陰が訪れている。周囲は磯釣りの好漁場とされている。

## アクセス
- JR山陰本線人丸駅からブルーライン交通大浦行バスで40分、久津下車徒歩40分またはタクシーで10分
- 国道191号から山口県道66号長門油谷線/山口県道356号久津小田線/山口県道357号油谷港線/広域農道経由で約20分